# Père-David-Wühlmäuse
Die Père-David-Wühlmäuse
oder David-Wühlmäuse
(Eothenomys) sind eine Gattung der Wühlmäuse (Arvicolinae) mit acht Arten, die vor allem in der Volksrepublik China vorkommen. Als Typusart wurde durch den Erstbeschreiber Gerrit Smith Miller die Père-David-Rötelmaus gewählt, die nach dem französischen Geistlichen und Naturkundler Jean Pierre Armand David benannt ist.

## Merkmale
Die Arten der Gattung sind Wühlmäuse mit einem dunklen Fell, das sehr häufig einen messingartigen Glanz hat. Von anderen Wühlmausgattungen werden sie vor allem anhand von Schädel- und Zahnmerkmalen unterschieden und auch innerhalb der Gattung in Artengruppen untergliedert. Wie die beiden Arten der Gattung Caryomys, die häufig den Père-David-Wühlmäuse zugeordnet werden, besitzen sie wurzellose Mahlzähne, die ständig wachsen (Hypsodontie). Die Kronen der Mahlzähne der Caryomys-Arten entsprechen dagegen den Mahlzahn-Kronen der Rötelmäuse (Myodes). Kennzeichnend gegenüber Myodes und ist zudem, dass die Weibchen nur zwei Paar Zitzen besitzen, die Paare im Achsel- und Brustbereich fehlen.

## Verbreitung
Die Arten haben ihren Verbreitungsschwerpunkt im zentralen und südlichen China, wobei einige Arten auch weiter nach Süden bis nach Indien und Myanmar verbreitet sind.

## Systematik
Die Gattung Eothenomys wurde von Gerrit Smith Miller 1896 aufgestellt, wobei er die 1871 von Alphonse Milne-Edwards erstbeschriebene Père-David-Rötelmaus (Eothenomys melanogaster) als Nomenklatorischen Typus nutzte. Insgesamt besteht die Gattung aus acht Arten, die in eine Eothenomys-chinensis- und eine Eothenomys-melanogaster-Artengruppe aufgeteilt werden:
Eothenomys-chinensis-Artengruppe
- Sichuan-Rötelmaus oder Sichuan-Rotrücken-Wühlmaus (Eothenomys chinensis)
- Südwestchinesische Rötelmaus oder Atunsi-Rotrücken-Wühlmaus (Eothenomys custos)
- Schwarzohr-Rötelmaus oder Schwarzohrige Rotrücken-Wühlmaus (Eothenomys olitor)
- Yulungshan-Rötelmaus oder Yulungshan-Rotrücken-Wühlmaus (Eothenomys proditor)
- Ward-Rötelmaus oder Chamutong-Rotrücken-Wühlmaus (Eothenomys wardi)

Eothenomys-melanogaster-Artengruppe
- Kachin-Rötelmaus oder Burmesische Rotrücken-Wühlmaus (Eothenomys cachinus)
- Père-David-Rötelmaus oder Père Davids Rotrücken-Wühlmaus (Eothenomys melanogaster)
- Yunnan-Rötelmaus oder Chinesische Gebirgs-Rotrücken-Wühlmaus (Eothenomys miletus)

Teilweise wurde die Gattung Caryomys in die Gattung der Père-David-Wühlmäuse gestellt. Im Jahr 1996 stellte sich bei einer genetischen Untersuchung heraus, dass Caryomys einen anderen Karyotyp als Eothenomys und die Rötelmäuse (Myodes) aufweist. Deshalb listen neuere taxonomische Abhandlungen Caryomys als eigenständige Gattung.